# Maria Ludvigsson
Maria Mildred Linnéa Ludvigsson, född den 15 april 1972 i Malmköping, Södermanlands län, är en svensk journalist och ledarskribent. Hon är verksam vid Svenska Dagbladets ledarsida.

## Biografi
Ludvigssons föräldrar är Per-Olof och Mildred Ludvigsson. Hon är född och uppvuxen i Malmköping.
Under början av 2000-talet var Ludvigsson journalist och ledarskribent vid bland annat Kvällsposten. Därefter var hon fram till 2007 verksam som policyansvarig på Sydsvenska Industri- och Handelskammaren och från 2007 vid kommunikationsbyrån JKL Group. Sedan 2011 är Ludvigsson verksam som ledarskribent vid Svenska Dagbladets ledarsida.